# Genecyst
Genecyst foi um popular emulador de Sega Mega Drive/Genesis para DOS, pela Bloodlust Software (a mesma equipe que fez NESticle). Desde seu lançamento, foi considerado o melhor emulador para Megadrive, competindo com o KGen.
Além de DOS, ele roda em Windows 95 e 98. É preciso de um Pentium I para uma emulação rápida. Quando iniciar o Genecyst, verá uma pequena barra de ferramenta no topo da tela, que parece estar sangrando.

O Genecyst não será mais atualizado, pois foi abandonado.